# Guus Berkhout
Augustinus Johannes "Guus" Berkhout (1 april 1940) is een Nederlandse ingenieur die heeft gewerkt voor de olie- en gasindustrie en als professor aan de Technische Universiteit Delft.
Hij begon zijn carrière bij Shell. Van 1976 tot 2007 was hij hoogleraar akoestiek, geofysica en innovatiemanagement aan de Technische Universiteit Delft. Van 2000 tot 2002 was hij voorzitter van een commissie die zich bezighield met de voorgenomen geluidsnormen op de luchthaven Schiphol, waaruit hij ontslag nam nadat hij het gevoel had dat de onafhankelijkheid van de commissie door het ministerie van Verkeer en Waterstaat werd ondermijnd. Berkhout was in 2019 medeoprichter van de klimaatsceptische organisatie: Climate Intelligence Foundation (CLINTEL).

## Vroege leven en scholing
Guus Berkhout werd op 1 april 1940 geboren in Den Helder. Hij studeerde Elektrotechniek aan de Technische Universiteit Delft en behaalde zijn diploma in 1963. In 1970 behaalde hij een doctoraat cum laude in de natuurkunde aan dezelfde universiteit.

## Carrière
In 1964 ging Berkhout werken voor gas- en oliebedrijf Shell. In 1976 keerde hij terug naar de Technische Universiteit Delft, waar hij hoogleraar akoestische beeldvorming en geluidsbeheersing werd. In 1987 werd hij daarnaast ook aangesteld als hoogleraar geofysica. In 1998 trad hij toe tot het bestuur van de universiteit. Hij trad in 2001, voor het einde van zijn termijn, echter terug vanwege meningsverschillen met andere bestuursleden over de toekomst van de universiteit. In 2001 werd hij hoogleraar innovatiemanagement en in 2007 ging hij op emeritaat. Berkhout pleitte tegen de toename van bureaucratische processen aan universiteiten.
Terwijl hij werkzaam was aan de Technische Universiteit Delft was Berkhout ook oprichter en wetenschappelijk directeur van het Delphi Consortium, dat seismisch onderzoek doet voor een consortium van olie- en gasmaatschappijen.

## Publieke sector
Berkhout was van midden 2000 tot december 2002 voorzitter van de onafhankelijke Commissie Deskundigen Vliegtuiggeluid. Op verzoek van de Tweede Kamer had de toenmalige minister van Verkeer en Waterstaat, Tineke Netelenbos, de commissie geïnitieerd. De opdracht was om de geluidnormen voor de luchthaven Schiphol voor de komende vijf jaar te onderzoeken. Berkhout trad af als voorzitter nadat hij het gevoel had dat de onafhankelijkheid van de commissie werd belemmerd door het ministerie en ruim een half jaar moest wachten op goedkeuring van een meetplan. De hele commissie trad af, daarbij verwijzend naar het feit dat ze actief waren tegengewerkt door het ministerie.
Voor de Tweede Kamerverkiezingen van 2006 was Berkhout van plan een nieuwe partij te vormen met verschillende wetenschappers en ondernemers, maar deed uiteindelijk niet mee aan de verkiezingen, gezien de enorme toename van nieuwe partijen die aan de verkiezingen meededen.

## Climate Intelligence Foundation
Berkhout richtte de in Nederland gevestigde organisatie Climate Intelligence Foundation (CLINTEL) op. Medio 2019 lekten plannen van CLINTEL en Berkhout uit, waaruit bleek dat ze een campagne organiseerden tegen politieke toezeggingen om klimaatmitigatie in wetgeving om te zetten. De campagne telde een aantal academici en figuren uit de industrie die banden hebben met groepen sceptici op het gebied van klimaatverandering, evenals leden van olie- en gasmaatschappijen. Berkhout beweerde dat het ideaal van de organisatie was om een alternatief te bieden voor het Intergovernmental Panel on Climate Change.
Eind september 2019 schreef de groep een open brief waarin een European Climate Declaration werd gepresenteerd, waarin stond dat er geen sprake was van een klimaatnoodsituatie en waarin een aantal beweringen werd herhaald die niet strookten met het wetenschappelijke bewijs over het klimaat.  Een factcheck uitgevoerd door klimaatwetenschappers voor Climate Feedback gaf de brief een algehele wetenschappelijke geloofwaardigheid van "zeer laag", en bestempelde hem als "bevooroordeeld, cherry-picking, onnauwkeurig, misleidend". De analyse voegde er ook aan toe dat van de ongeveer 500 ondertekenaars er slechts 10 zichzelf bestempelden als klimaatwetenschappers. Het document werd later omgedoopt tot de World Climate Declaration.

## Eerbewijzen en onderscheidingen
Berkhout werd in 1990 gekozen tot lid van de Koninklijke Nederlandse Akademie van Wetenschappen.
In 2008 werd hij benoemd tot Officier in de Orde van Oranje-Nassau.

## Referentie
- Dit artikel of een eerdere versie ervan is een (gedeeltelijke) vertaling van het artikel Guus Berkhout op de Engelstalige Wikipedia, dat onder de licentie Creative Commons Naamsvermelding/Gelijk delen valt. Zie de bewerkingsgeschiedenis aldaar.